# S/S Trafik (1857)
S/S Trafik levererades 1857 från Motala Verkstad i Motala som Mariestad till Mariestads Bolag.
Fartyget var utrustat med en ångmaskin om 24 hk tillverkad vid Motala Verkstad i Motala. Maskinen hade byggts för en utställning i Paris 1855. År 1869 insattes en ny maskin om 30 hk i fartyget.

## Historik
- 1857 – Fartyget levererades från Motala Verkstad.
- 1857 – Från 1857 till 1870 var fartyget i trafik på traden Mariestad–Lidköping.
- September 1860 – Fartyget kolliderade med ångfartyget Mercurius i Vänern.
- Juni 1863 – Fartyget kolliderade med en segelskuta i Trollhätte kanal. Kommandobryggan och skorstenen fick omfattande skador.
- Maj 1865 – Fartyget kolliderade med en segelskuta i Göta kanal.
- 1870 – Fartyget köptes av Ångbåtsbolaget Trafik (Firma Åkerson, Andersson & Co) i Gävle och döptes om till Trafik.
- 1872 – Fartyget sattes i trafik på traden Gävle–Sundsvall–Härnös.
- Augusti 1873 – Fartyget gick på grund utanför Söderhamn. Det fick omfattande skador men kunde repareras.
- Våren 1883 – Fartyget köptes av Ångfartygs AB Trafik i Linköping. Det sattes i trafik på traden Stockholm–Linköping.
- Augusti 1883 – Fartyget övertogs av Motala Verkstad som dellikvid för ett nytt fartyg.
- September 1883 – Fartyget köptes av Ångfartygs AB Norrlandskusten i Gävle.
- 1884 – Från 1884 till 1914 var fartyget i trafik på traden Gävle–Sundsvall–Härnösand–Nyland.
- 1893 – Fartyget köptes av Ångfartygs AB Renata (C W Åkerson) i Gävle.
- 1896 – Ägare var detta år Ångfartygs AB Gefleborg. Rederiet köptes av Ångfartygs AB Södra Norrland.
- 1907 – Fartyget byggdes om och förlängdes vid AB Gefle Verkstäder.
- 1910 – Ägare var åter Ångfartygs AB Renata.
- 1915 – Fartyget köptes av Stockholms Rederi AB Svea.
- 1919 – Från 1919–1928. Fartyget trafikerade traden Gävle–Ljusne–Wallvik–Sandarne–Söderhamn–Enånger–Hudiksvall–Stocka–Jättendal–Sundsvall–Härnösand. Under de sista åren trafikerades även Ulfön–Köpmanholmen–Örnsköldsvik.
- 1923 – Fartyget reparerades och rustades upp på varv.
- 1928 – Fartyget lades upp efter säsongen.
- Oktober 1928 – Fartyget köptes av Johan Carlbom i Stensnäs som skrot och höggs upp samma år.